# Kinnesswood
Kinnesswood är en by i Perth and Kinross i Skottland. Byn är belägen 31,4 km 
från Edinburgh. Orten har 530 invånare (2016).